# Enclosure des communs informationnels

Caricature symbolisant la capture des idées.

L'enclosure des communs informationnels est le mouvement d’appropriation des idées qui sous-tend l'économie du savoir.
De nombreux scientifiques, suivant James Boyle (en), parlent d'un « second mouvement des enclosures » pour désigner la manière dont les idées et les informations ont fait l'objet d'une forme de privatisation dans le monde capitaliste du XIXe siècle. Selon lui, alors qu'auparavant il n'était possible de s'approprier des idées qu'exceptionnellement, le développement du droit de la propriété intellectuelle a généralisé cette possibilité. Ainsi, Boyle pense que l'apparition du concept de domaine public, c'est-à-dire d'une catégorie juridique spéciale pour ces idées-là que tout le monde a le droit d'utiliser, révèle que l'accaparement est désormais vu comme la norme. Le commoning (de) intellectuel est dès lors mis de côté,. Cette extension de la notion d'enclosure aux communs de la connaissance est parfois contestée.
Selon Anthony McCann, le processus d'enclosure des informations, amplifié par la numérisation, est différent de celui de la privatisation ou de la marchandisation.
L'enclosure de l'information empêche la recherche scientifique de progresser, ce qui motive le mouvement de la science ouverte,. L'enclosure de l'information scientifique aujourd'hui se fait principalement à travers la privatisation de la science, par exemple sous l'influence de la demande industrielle de génie génétique. Selon Lionel Maurel, les bibliothèques ont un rôle important à jouer pour diffuser le savoir aux communiers, et doivent être vigilantes à ne pas au contraire participer à l'enclosure des connaissances.

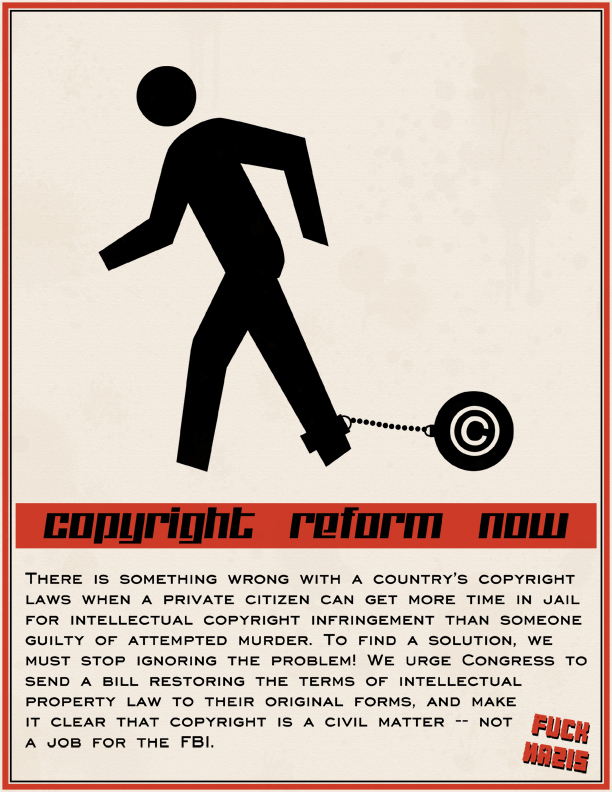
Tract d'une campagne anti-copyright.

Selon Martin Freriksson, les débats politiques qui animent la gouvernance d'Internet dans l'Union européenne se sont déplacés depuis les années 2000 où le mouvement libriste revendiquait un stop à l'enclosure des communs informatiques. Dans les années 2010 et 2020, les demandes politiques, par exemple celles des partis pirates, se sont davantage focalisées sur l'auto-détermination numérique (en).
Pour T. Schoechle, il y a une forme d'enclosure des communs numériques de connaissance dans la manière dont les protocoles informatiques d'Internet sont soumis à des standardisations non-démocratiques, ce qui conduit à un contrôle des entreprises sur l'infrastructure. Ronald Bettig critique aussi la centralisation de la gouvernance d'Internet et l'enclosure digitale (en) qui en découle. Harry Halpin dénonce également l'appropriation de standards sémantiques libres, comme ceux du web sémantique, par l'industrie numérique. Pour contrer ce phénomène, il propose de promouvoir davantage l'obscurité des projets informatiques libres.